# 張韻明
張韻明（英語：Christina Chang，1971年6月29日—），英文名音譯克里斯蒂娜·張，是一名臺灣裔美國演員，在台北出生、長大，其父親為菲律賓籍臺灣裔，母親為美國人。17歲時移民至其母親的故鄉堪薩斯州學習戲劇及影片演出，不久後遷至西雅圖，自西雅圖華盛頓大學畢業之後，於《納奧米之路》（Naomi's Road）一片中獲得其第一次演出機會。之後又搬到紐約市，並在多部電視劇如《天才老爹》等片中客串，亦曾演出《終極警探4.0》、《28天》、《疑雲密佈》、《勇闖天涯》、《CSI犯罪現場：邁阿密》、《24小時反恐任務》第七季及《良醫墨非》等劇。

## 外部連結
- 張韻明在互联网电影资料库（IMDb）上的資料（英文）
- 張韻明的Instagram帳戶
- 張韻明的X（前Twitter）
- 張韻明 在电视指南